# Маредид ап Оуайн ап Эдвин
Маредид ап Оуайн ап Эдвин (валл. Maredudd ab Owain ab Edwin; убит в 1072) — представитель Диневурской ветви, правитель Дехейбарта с 1063 года.

## Биография
Маредид был сыном Оуайна ап Эдвина (валл. Owain ab Edwin) и внуком Эдвина ап Эйниона. Когда в 1063 году был убит Грифид ап Лливелин, захвативший престол Дехейбарта в 1055 году у сына Грифида ап Ридерха, трон захватил Маредид ап Оуайн ап Эдвин, вернув Дехейбарт под правление Диневурской династии.
Правление Маредида отмечено началом нормандского завоевание Англии. После нескольких попыток противостоять завоевателям на юго-востоке Уэльса, Маредид ап Оуайн ап Эдвин решил не сопротивляться вторжению норманн. За предоставлению возможность прохода к Гвенту, Маредид в 1070 году был награждён землями в Англии.

Уэльс в X—XI веках

После установления своей власти в Англии, норманны начинают формирование валлийской марки. Одним из ярых деятелей, участвовавших в этом процессе был граф Херефорд Вильям Фиц-Осберн. Уже к началу 1070-х годах годов Фиц-Осберн подчинил себе весь Гвент, при этом имели место и стычки с правителями Дехейбарта и Морганнуга.
Карадог ап Гриффид, сын Грифида ап Ридерха, правившего Дехейбартом перед Грифидом ап Лливелином, сохранил претензии на престол, занимаемый Мередидом. И в 1072 году, воспользовавшись тем, что после поражения от Фиц-Осберна войска Дехейбарта были ослаблены, Карадог ап Грифид во главе с соединённым отрядом норманн и валлийцев нападает на королевство. В стычке с ними на реке Римни (валл. Rhymni) Маредид ап Оуайн ап Эдвин был убит, однако Дехейбарт остался под управлением дома Диневур, так как был унаследован братом Маредида — Рисом ап Оуайном.
У Маредида был сын, Грифид ап Маредид, который жил в отцовских землях в Англии. Грифид был убит через несколько лет, во время попытки вернуть Дехейбарт Диневурской династии.